# Francis Aickin
Francis Aickin (morto em 1805) foi um ator irlandês, surgiu pela primeira vez em Londres, em 1765, como Dick Amlet na peça de John Vanbrugh, The Confederacy at Drury Lane. Atuou lá, e em Covent Garden, até 1792. Seu repertório consistia em torno de oitenta personagens, entre os seus melhores papéis estão: o Fantasma, em Hamlet, e Jaques, em As You Like It. Seu sucesso, em papéis declamatórios apaixonados, deu-lhe o apelido de "tirano".
Seu irmão mais novo James Aickin (morto em 1803) atuava em papéis principais de comédias e tragédias no teatro de Edimburgo, quando ofendeu seu público, ao protestar contra a demissão de um companheiro ator. Foi então para Londres, e de 1767 a 1800 foi membro da Companhia Drury Lane e, por alguns anos, um vice-gerente. Discutiu com John Philip Kemble, com quem, em 1792, lutou um duelo sangrento.